# Black-Scholes
De term Black-Scholes verwijst naar drie gerelateerde concepten binnen de financiële wiskunde. Het betreft onderzoek van de wetenschappers Fischer Black en Myron Scholes. De hoofdzaak is dat ze een formule hebben ontwikkeld waarmee optieprijzen berekend kunnen worden. Voor hun werk heeft Myron Scholes in 1997 de Prijs van de Zweedse Rijksbank voor economie (bekend als Nobelprijs voor de Economie) ontvangen. Black was reeds overleden maar werd postuum vermeld. De Nobelprijs kregen ze voor het feit dat in hun model, optieprijzen onafhankelijk zijn van de mate van risico en daarmee ook onafhankelijk van de mate van risico-aversie, een groot theoretisch probleem in de financiële wiskunde.
- Het Black-Scholes-model is een wiskundig model van een effectenmarkt, waarin de prijs van het effect een bepaald stochastisch proces volgt.
- De Black-Scholes-partiële differentiaalvergelijking is de vergelijking waaraan de prijs van een financieel derivaat op het onderliggende effect moet voldoen.
- De Black-Scholes-formule is het resultaat van de Black-Scholes-partiële differentiaalvergelijking voor Europese put- en callopties. Het is een formule voor de prijs van een calloptie.

## Aannamen
Het model neemt enkele zaken aan op zowel het onderliggende effect en de financiële markt waarop het model berust. Wat betreft de financiële markt, moeten de volgende zaken gelden.
1. Er kan geld geleend en uitgeleend worden tegen een gelijke continue samengestelde rentevoet {\displaystyle r}, welke constant blijft in de tijd.
2. We kunnen aandelen kopen en verkopen tegen gelijke prijs en zonder handelskosten.
3. We kunnen fractionele aandelen kopen.
4. De markt staat geen arbitrage mogelijkheden toe.

Op het onderliggende effect nemen we het volgende aan.
1. De prijs van het effect verloopt volgens een meetkundige Brownse beweging.
2. Het effect in kwestie keert geen dividenden uit.
3. Het derivaat in kwestie is Europees, dat wil zeggen dat er slechts een moment is waarop een uitbetaling kan plaatsvinden.

## Stochastisch proces
Het model veronderstelt dat de prijs van het onderliggende effect (meestal is dit een aandeel) een stochastisch proces (toevalsproces) volgt waarvan de logaritme een brownse beweging is. Een dergelijk proces St heet ook wel meetkundige Brownse beweging en voldoet aan de volgende stochastische differentiaalvergelijking:
{\displaystyle \mathrm {d} S_{t}=\mu S_{t}\,\mathrm {d} t+\sigma S_{t}\,\mathrm {d} W_{t}\,}
met Wt een Brownse beweging (wiskunde). 

## De Black-Scholes-formule
Voor bovenstaand stochastisch proces leidt men een partiële differentiaalvergelijking af. In het geval van een Europese calloptie heeft die vergelijking de volgende oplossing.
{\displaystyle C(S,t)=S\ N(d_{1})-Ke^{-r(T-t)}\ N(d_{2})\,}
met
{\displaystyle d_{1}={\frac {\ln(S/K)+(r+\sigma ^{2}/2)(T-t)}{\sigma {\sqrt {T-t}}}}}
{\displaystyle d_{2}=d_{1}-\sigma {\sqrt {T-t}}.}
De formule voor de prijs van een putoptie kan hieruit afgeleid worden middels de "put-callpariteit".

### Betekenis van de termen in de formule
r = risicovrije rentevoet, welke con

{\displaystyle \sigma } = volatiliteit

S = koers van het aandeel

K = uitoefenprijs optie op het aandeel

T-t = tijd tot expiratie van de optie

N = uitkomst van de cumulatieve normale verdelingsfunctie voor d1 en d2
N(d1) is gelijk aan de partiële afgeleide van de BS formule naar t en staat bekend als Delta ofwel de hedge ratio. Deze geeft het aantal aandelen dat nodig is om een optie af te dekken.

## Afleiding van de Black-Scholes formule
De afleiding van de Black-Scholes formule is door Fischer Black and Myron Scholes beschreven in hun artikel "The Pricing of Options and Corporate Liabilities" in The Journal of Political Economy, Vol. 81, No. 3 (May - Jun., 1973), pp. 637-654. De afleiding is gebaseerd op de basisprincipes van replicatie, arbitrage en hedging. En wel zodanig dat zij d.m.v. een combinatie van aandelen (long) en opties (short) een risicoloze hedge introduceren. Deze hedge werkt kort gezegd als volgt. Als het aandeel (long) in waarde stijgt, dan daalt de waarde van de opties (short) en wel zodanig dat de totale waarde van aandelen en opties samen gelijk blijft. En andersom natuurlijk ook. Als het aandeel (long) daalt in waarde, dan stijgt de waarde van de opties (short). Het enige rendement dat dan uiteindelijk risicoloos bereikt kan worden is gelijk aan de risicovrije rente. Op basis van deze uitgangspunten leiden ze dan een differentiaalvergelijking af voor de waarde van de optie. En hoewel dit op zich een vrij eenvoudige partiële differentiaalvergelijking is, schijnt het toch nogal wat moeite gekost te hebben om die op te lossen. Het verhaal gaat dat de vergelijking niet is opgelost door Black en Scholes zelf, maar door een Chinese natuurkunde student die toevallig langskwam toen de differentiaalvergelijking op het bord stond. Hij herkende in de differentiaalvergelijking de zogenaamde "heat transfer equation" ofwel een vergelijking voor warmtegeleiding uit de natuurkunde. En die vergelijking heeft een bekende oplossing (zie bijvoorbeeld ook Churchill R.V. Fourier Series and Boundery Value Problems, 2d edition, New York, McGraw-Hill, 1963, pagina 155). Hoe dan ook, toen kon de oplossing zo uit de mouw geschud worden. En dat geeft dan de hierboven al opgetekende formule die de heren Myron Scholes  en Robert Merton in 1997 een Nobelprijs heeft opgeleverd. 
Een alternatieve manier om de BS formule af te leiden is d.m.v. een binomiale multiplicatieve boom en m.b.v. de centrale limietstelling als n naar oneindig gaat en t dus heel klein wordt en naar nul gaat.